# Día Mundial del Lavado de Manos

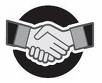

El Día Mundial del Lavado de Manos  es una jornada que  se celebra el 15 de octubre desde 2008 y fue establecido por la Asociación Mundial para el Lavado de Manos en ese mismo año.

## Proclamación
El Día Mundial del Lavado de Manos fue proclamado por la Asociación Mundial para el Lavado de Manos (Global Handwashing Partnership GHP) en 2008. Esta proclamación surgió de propuestas iniciadas en los años1990 y principios de los 2000, cuando se llevaron a cabo programas público-privados a gran escala para promover el lavado de manos con jabón. Proyectos como el Programa Saniya en Burkina Faso y el Programa Centroamericano de Lavado de Manos en Guatemala, Costa Rica y El Salvador demostraron la efectividad de la colaboración entre sectores. Estos esfuerzos culminaron en la creación de la Asociación Público-Privada Mundial para el Lavado de Manos (PPPHW) en 2001, que posteriormente se transformó en la GHP. El objetivo de la proclamación es promover el lavado de manos con jabón como una medida sencilla y accesible para prevenir enfermedades.

## Celebración
Este día se celebra cada año el 15 de octubre. La primera celebración tuvo lugar en 2008, con la participación de 120 millones de niños en más de 70 países que se lavaron las manos con jabón. Desde entonces, la celebración ha contado con el apoyo de gobiernos, escuelas, organizaciones internacionales como UNICEF, OMS, ONG, empresas privadas y particulares. Las actividades típicas incluyen campañas educativas, construcción de lavabos, demostraciones de lavado de manos y eventos comunitarios para promover la higiene.

## Temas
- 2008: Primera celebración[5]
- 2010: Todos los Días[6]
- 2011: Sin tema[9][7]
- 2013: Sin tema[10]
- 2015: Levanten una mano por la higiene[11]
- 2016: Hacer del lavado de manos un hábito[12]
- 2017: ¡Nuestras manos, nuestro futuro![13]
- 2018: Manos limpias: una receta para la salud[14]
- 2019: Manos limpias para todos[15]
- 2020: Higiene de manos para todos[16]
- 2021: Nuestro futuro está a la mano: avancemos juntos[17]
- 2022: Unidos por la higiene universal de manos[18]
- 2023: Las manos limpias están a nuestro alcance[19]